# Салех, Тарик
Тарик Салех (араб. طارق صالح‎, род. 28 января 1972 года) ― шведский телевизионный продюсер, аниматор, издатель, журналист, кинорежиссер и клипмейкер.

## Биография
Он родился в Стокгольме, в семье матери-шведки и отца-египтянина. В конце 1980-х и начале 1990-х годов был одним из самых известных шведских художников граффити, в том числе участвовал в создании Fascinate. Он также работал телеведущим на Sveriges Television и является одним из основателей продюсерской компании Atmo.
Салех идентифицирует себя как египтянина и считает, что «западному миру промыли мозги» об арабах.
Салех снял такие фильмы и сериалы, как Случай в отеле «Нил Хилтон», «Мир Дикого Запада», «Наёмник».
На Каннском кинофестивале (2022) получил награду за лучший сценарий фильма «Заговор в Каире».

## Фильмография
- 2000 – En klass för sig (TV-serie) (manus)
- 2001 – Sacrificio – Vem förrådde Che Guevara?
- 2006 – Gitmo – Krigets nya spelregler
- 2009 – Метропия / Metropia
- 2014 – Томми / Tommy
- 2017 – Случай в отеле «Нил Хилтон» / The Nile Hilton Incident
- 2022 – Наёмник / The Contractor
- 2022 – Заговор в Каире / Walad Min Al Janna / Boy from Heaven